# Юрьевское (Фурмановский район)
Юрьевское — село в Фурмановском районе Ивановской области России, входит в состав Дуляпинского сельского поселения.

## География
Расположено на берегу реки Солоница в 3 км на северо-запад от центра поселения села Дуляпино и в 23 км на запад от районного центра города Фурманова.

## История
В XVII веке по административно-территориальному делению село входило в Костромской уезд в волость Емстну. В 1627 году упоминается церковь «Христовы мученицы Пятницы в селе Юрьевском в вотчине Спаса Нового монастыря». В 1627-1631 годах «Спаса Нового монастыря что на Москве старая вотчина по приправочным писцовым книгам кн. Василья Вельяминова с товарищи 1596 и 1597 годов, село Юрьевское на реке Солонице, а в селе церковь Прасковеи, нарицаемые Пятницы, да место церковное, что была церковь Богоявление Господне, а на церковной земле во дворах поп Григорей Максимов, дьячек Ивашко Федоров, пономарь Оска Александров, проскурница Соломанидка Иванова, да 3 кельи нищих...». В январе 1678 года «подана к подписке отчины Спаса Нового монастыря села Юрьевскаго церкви Богоявления Господня грамота попа Иоанна Андреева, подал прихожанин тоя ж церкви Стефан Маковеев сын Полозов».
Каменная Богоявленская церковь в селе с колокольней была построена в 1795 году на средства прихожан. Престолов было три: в холодной — в честь Богоявления Господня, в теплой — правый в честь Можайской иконы Божией Матери, левый в честь св. мц. Параскевы.
В конце XIX — начале XX века село входило в состав Кулиго-Марьинской волости Нерехтского уезда Костромской губернии, с 1918 года — в составе Середского уезда Иваново-Вознесенской губернии.
С 1929 года село являлось центром Юрьевского сельсовета Середского района Ивановской области, с 1976 года — в составе Дуляпинского сельсовета, с 2005 года — центр Дуляпинского сельского поселения.

## Население
| 1872 | 1897 | 1907 | 2002 | 2010 | 2015 |
| ---- | ---- | ---- | ---- | ---- | ---- |
| 193  | ↗197 | ↗230 | ↘103 | ↘75  | ↗77  |

## Достопримечательности
В селе расположена колокольня Церкви Богоявления Господня (1795), храм был разрушен в 1938 году.